# Chmilnycký rajón
Chmilnycký rajón (ukrajinsky Хмільницький район) je rajón ve Vinnycké oblasti na Ukrajině. Hlavním městem je Chmilnyk a rajón má přibližně 181 tisíc obyvatel.

## Města v rajónu
- Chmilnyk
- Kalynivka
- Kozjatyn